# 11021 Фодера
11021 Фодера (11021 Foderà) — астероїд головного поясу, відкритий 12 січня 1986 року.
Тіссеранів параметр щодо Юпітера — 3,100.